# Wilderswil
Wilderswil est une commune suisse du canton de Berne, située dans l'arrondissement administratif d'Interlaken-Oberhasli.

Photo aérienne (1952)

## Tourisme
Wilderswil se trouve au pied des sommets Eiger, Mönch et Jungfrau, aux abords de la rivière « Lütschine » et du torrent « Saxetbach », à 4 km au sud d'Interlaken. C'est un point de départ pour de nombreuses excursions au cœur de la région de la Jungfrau.